# Krisztina Hohn
Krisztina Hohn (maďarsky Hohn Krisztina; * 16. červen 1972, Komló) je maďarská politička, současná předsedkyně strany Nový začátek (ÚK), v letech 2006 až 2018 starostka obce Mánfa, mezi lety 2018 až 2022 poslankyně Zemského sněmu zasedající ve frakci zeleného hnutí Politika může být jiná (LMP).

## Biografie
Narodila se v roce 1972 ve městě Komló v župě Baranya v tehdejší Maďarské lidové republice (MLR).

### Politická kariéra
V komunálních volbách roku 2006 byla poprvé zvolena starostkou obce Mánfa a ve volbách 2010 a 2014 byla opětovně zvolena.
V  parlamentních volbách v roce 2018 kandidovala jako členka strany Nový začátek na 12. místě kandidátní listiny zeleného hnutí Politika může být jiná (LMP) a zároveň v jednomandátovém volebním obvodu č. 2 v župě Baranya. Po odstoupení Györgye Gémesiho z mandátu poslance se stala jeho náhradnicí a mezi lety 2018 až 2022 tak byla poslankyní Zemského sněmu zasedající ve frakci LMP.
V roce 2020 se stala předsedkyní strany Nový začátek.  
Ve volbách do Evropského parlamentu v roce 2024 kandiduje na 5. místě kandidátní listiny LMP – Zelené strany Maďarska.